# میشل پینی
میشل پینی (انگلیسی: Michele Pini؛ زادهٔ ۲۳ اوت ۱۹۸۶) بازیکن فوتبال است.